# Kangwang
Król Kang z dynastii Zhou (chiń. 周康王 Zhōu Kāng Wáng) – trzeci władca z dynastii Zhou. Za jego czasów kraj rozwijał się pomyślnie. Król kontynuował politykę swojego ojca oraz powiększał terytorium państwa na północy i na zachodzie. Zwalczył także rebelię na wschodzie kraju.